# Караоглан (Агдашский район)
Караоглан (азерб. Qaraoğlan) — село в Пиразинском административно-территориальном округе Агдашского района Азербайджана.

## Этимология
Название связано с родом Караоглан, основавшем село.
Прежнее название - Пираза-Караоглан. Слово Пираза было убрано после того, как снят с учета населенный пункт Маджар-Караоглан, располагавшийся в этом же районе.

## История
Село Пираза-Караоглан в 1913 году согласно административно-территориальному делению Елизаветпольской губернии относилось к Пиразинскому сельскому обществу Арешского уезда.
В 1926 году согласно административно-территориальному делению Азербайджанской ССР село относилось к дайре Ляки Геокчайского уезда.
После реформы административного деления и упразднения уездов в 1929 году был образован Пиразинский сельсовет в Агдашском районе Азербайджанской ССР.
Согласно административному делению 1961 и 1977 года село Караоглан входило в Пиразинский сельсовет Агдашского района Азербайджанской ССР.
В 1999 году в Азербайджане была проведена административная реформа и внутри Пиразинского административно-территориального округа был учрежден Пиразинский муниципалитет Агдашского района, куда и вошло село.

## География
Караоглан расположен на берегу реки Кура.
Село находится в 4 км от центра муниципалитета Пираза, в 25 км от райцентра Агдаш и в 263 км от Баку. Ближайшая железнодорожная станция — Ляки.
Село находится на высоте 9 метров над уровнем моря.

## Население
| Численность населения | Численность населения | Численность населения | Численность населения |
| 1886                  | 1989                  | 1999                  | 2009                  |
| --------------------- | --------------------- | --------------------- | --------------------- |
| 273                   | ↗330                  | ↗442                  | ↗459                  |

В 1886 году в селе проживало 273 человека, все — азербайджанцы, по вероисповеданию — мусульмане-сунниты.
Население преимущественно занимается растение- и животноводством.

## Климат
| Показатель                                             | Янв. | Фев. | Март | Апр. | Май  | Июнь | Июль | Авг. | Сен. | Окт. | Нояб. | Дек. | Год  |
| ------------------------------------------------------ | ---- | ---- | ---- | ---- | ---- | ---- | ---- | ---- | ---- | ---- | ----- | ---- | ---- |
| Средний суточный максимум, °C                          | 7,0  | 8,4  | 12,4 | 20,3 | 25,4 | 29,8 | 33,3 | 32,2 | 27,9 | 21,2 | 14,2  | 9,1  | 20,1 |
| Средняя температура, °C                                | 3,0  | 4,3  | 8,0  | 14,5 | 19,5 | 24,0 | 27,1 | 26,1 | 22,2 | 16,1 | 10,0  | 5,1  | 15,0 |
| Средний суточный минимум, °C                           | −1   | 0,2  | 3,6  | 8,8  | 13,7 | 18,2 | 21,0 | 20,0 | 16,5 | 11,1 | 5,9   | 1,2  | 9,9  |
| Норма осадков, мм                                      | 21   | 25   | 29   | 40   | 53   | 41   | 20   | 22   | 24   | 49   | 29    | 26   | 379  |
| Источник: http://en.climate-data.org/location/992259/6 |      |      |      |      |      |      |      |      |      |      |       |      |      |

Среднегодовая температура воздуха в селе составляет +15,0 °C. В селе семиаридный климат.

## Инфраструктура
В селе расположены начальная школа и библиотека.